# Rally Gibralfaro
El Rally Gibralfaro es una prueba de rally que se disputa anualmente en la localidad de Málaga desde 1969. Forma parte del Campeonato de Andalucía de Rally y fue también puntuable para el Campeonato de España de Rally en dos ocasiones: 1982 y 1983. Es organizado por el Automóvil Club Gibralfaro.
En 2014 la prueba se convirtió en una prueba para vehículos históricos formando parte del certamen nacional de la disciplina. Desde 2015 la sede de la prueba está ubicada en la localidad de Alhaurín de la Torre.
Enrique Villar es el piloto con más éxito en el rally con siete victorias: 1976, 1978, 1984, 1985, 1998, 2000 y 2001.

## Historia
La prueba nació en 1969 bajo el nombre rally Nocturno Gigralfaro, siendo el ganador Lucas Sainz con un Renault 8 Gordini. Luego de un pequeño parón de cuatro años se disputó la segunda edición en 1973 con Juan Carlos Pradera como vencedor en un SEAT 124.
En 1982 entró primera vez en el calendario del campeonato nacional como la undécima ronda. Se celebró los días 22 y 23 de mayo. Genito Ortiz se impuso con el Renault 5 Turbo acompañado en el podio por Antonio Zanini, segundo clasificado. Al año siguiente se cambió al mes de junio, los días 25 y 26. Beny Fernández se alzó con la victoria en la prueba malagueña con el Porsche 911 SC.
Ya fuera del nacional, el rally se disputó tres años seguidos durante los cuales Enrique Villar sumó dos victorias más, y no volvió a realizarse hasta 1991.
Tras varios años sin celebrarse la prueba se recuperó en 2013. Se celebró del 6 al 7 de abril siendo puntuable para el campeonato andaluz y el campeonato de regularidad sport con un itinerario de 100 km cronometrados. A partir de ahí se disputó cuatro ediciones más pero solo para vehículos históricos y dentro del calendario nacional.

## Palmarés
| Año  | Edición                      | Piloto                 | Copiloto               | Automóvil               | Series    |
| ---- | ---------------------------- | ---------------------- | ---------------------- | ----------------------- | --------- |
| 1969 | 1º Rally Nocturno Gibralfaro | Lucas Sainz            | Juan Carlos Oñoro      | Renault 8 Gordini       |           |
| 1973 | 2º Rally Gibralfaro          | Juan Carlos Pradera    | Bandera de España      | SEAT 124-1600           |           |
| 1974 | 3º Rally Gibralfaro          | J.M. de la Riva        | J.M. Lumbrera          | Renault Alpine-Gordini  |           |
| 1975 | 4º Rally Gibralfaro          | Helio Tevar            | Pascual Concustel      | SEAT 124-1800           |           |
| 1976 | 5º Rally Gibralfaro          | Enrique Villar         | F. Garret              | SEAT 1430-1800          |           |
| 1977 | 6º Rally Gibralfaro          | Antonio García         | J.M. Pou               | SEAT 1430-1800          |           |
| 1978 | 7º Rally Gibralfaro          | Enrique Villar         | F. Garret              | BMW 2002 Ti             |           |
| 1979 | 8º Rally Gibralfaro          | Francisco Palomo       | R. Fernández           | SEAT 124-1800           |           |
| 1980 | 9º Rally Gibralfaro          | Helio Tevar            | Pascual Concustel      | SEAT 124-2000           |           |
| 1981 | 10º Rally Gibralfaro         | Francisco Palomo       | P. Aguilera            | SEAT 124-2000           |           |
| 1982 | 11º Rally Gibralfaro         | Genito Ortiz           | Susi Cabal             | Renault 5 Turbo         | España    |
| 1983 | 12º Rally Gibralfaro         | Beny Fernández         | José Luis Salas        | Porsche 911 SC          | España    |
| 1984 | 13º Rally Gibralfaro         | Enrique Villar         | Federico Garret        | Porsche 911 SC          | Copa      |
| 1985 | 14º Rally Gibralfaro         | Enrique Villar         | Federico Garret        | Porsche 911 SC          |           |
| 1986 | 15º Rally Gibralfaro         | J.M. Hernández         | Mercedes Rueda         | Renault 5 Turbo         |           |
| 1991 | 16º Rally Gibralfaro         | Luis Rueda             | Adolfo Kind            | Lancia Delta Integrale  |           |
| 1992 | 17º Rally Gibralfaro         | Rafael Palomares       | J. Ramos               | Ford Sierra RS Cosworth |           |
| 1993 | 18º Rally Gibralfaro         | Rafael Palomares       | J. Ramos               | Ford Sierra RS Cosworth |           |
| 1995 | 19º Rally Gibralfaro         | Francisco López        | Silvia Aguilar         | Ford Sierra RS Cosworth |           |
| 1996 | 20º Rally Gibralfaro         | Rafael Palomares       | J. Ramos               | Renault Clio Williams   |           |
| 1997 | 21º Rally Gibralfaro         | Rafael Palomares       | J. Ramos               | Renault Clio Williams   |           |
| 1998 | 22º Rally Gibralfaro         | Enrique Villar         | Federico Garret        | Renault Maxi Megane     |           |
| 2000 | 23º Rally Gibralfaro         | Enrique Villar         | Federico Garret        | Renault Maxi Megane     |           |
| 2001 | 24º Rally Gibralfaro         | Enrique Villar         | Federico Garret        | Renault Maxi Megane     |           |
| 2002 | 25º Rally Gibralfaro         | José A. Torres         | Víctor Pérez           | Citroën Saxo Kit Car    |           |
| 2003 | 26º Rally Gibralfaro         | Eusebio Frías          | José A. Ruiz           | Hyundai Coupe Kit Car   |           |
| 2004 | 27º Rally Gibralfaro         | Pedro Cordero          | Francisco Cruz         | SEAT Ibiza 1.8 Turbo    |           |
| 2013 | 28º Rally Gibralfaro         | Pedro Cordero          | Antonio Pérez Orellana | Peugeot 206 Maxi        |           |
| 2014 | 29º Rally Gibralfaro         | Ángel Julio Borja      | Adrián Vázquez Búa     | Porsche 911 SC          | España H. |
| 2015 | 30.º Rally Gibralfaro        | Ángel Julio Borja      | Adrián Vázquez Búa     | Porsche 911 SC          | España H. |
| 2016 | 31.er Rally Gibralfaro       | Ander Arana            | Arkaitz Kobeaga        | Peugeot 309 GTI 16      | España H. |
| 2017 | 32.º Rally Gibralfaro        | Cristóbal García Ramos | Antonio Pérez Orellana | Porsche 997 GT3 RS 3.8  | España H. |